# Aiga-i-le-Tai
ʻĀiga-i-le-Tai (pron. "àinga"; letteralmente: Famiglia-sulla-Costa) è un distretto delle Samoa. Comprendente parte dell'isola Upolu, ha una popolazione di 5.029 abitanti (2016). Il capoluogo è Mulifanua.